# Azrack Mahamat
Pour les articles homonymes, voir Mahamat.
Azrack Yassine Mahamat est un footballeur tchadien, né le 24 mars 1988 à Créteil (France). Il joue au poste de milieu défensif.

## Carrière
En 2003, aux côtés des futurs pros Kévin Olimpa, Yannick Boli, Romuald Marie et William Séry, il fait partie de la sélection de la Ligue de Paris-Île-de-France qui dispute la Coupe nationale des 14 ans.
Formé à Auxerre, Azrack Mahamat rejoint l'Espanyol de Barcelone en 2009. Il est prêté en Suède puis à Melilla en Segunda B espagnole.
En 2012, il rejoint la Bulgarie et porte les couleurs de l'Etar 1924 puis de Lokomotiv Sofia. En août 2014, il signe un contrat de deux ans avec Platanias en Grèce. Il est appelé souvent en équipe nationale du Tchad.